# Vrskmaň
Vrskmaň (německy Wurzmes) je obec v Ústeckém kraji v okrese Chomutov. Nachází se v Mostecké pánvi šest kilometrů od Chomutova v nadmořské výšce okolo 300 metrů. Obec se skládá ze dvou částí, Vrskmaně a Zaječic, v nichž žije 346 obyvatel. Velká část jejího správního území je od druhé poloviny dvacátého století významně přeměňována povrchovou těžbou hnědého uhlí, vybudováním Ervěnického koridoru a dvou vodních nádrží. V důsledku lidské činnosti zanikly vesnice Kyjice, Nové Sedlo, Pohlody a Újezd.
V samotné Vrskmani žije okolo 150 obyvatel. První písemná zmínka o ní pochází z počátku patnáctého století a vesnice po většinu své historie tvořila součást panství zámků Červený hrádek nebo Jezeří. Až do počátku dvacátého století bylo hlavním zdrojem obživy obyvatel zemědělství. Od poloviny devatenáctého století se začal rozvíjet drobný průmysl a zejména těžba uhlí v hlubinných dolech. V důsledku povrchové těžby uhlí se předpokládal zánik vesnice, ale v roce 1989 bylo rozhodnuto o jejím zachování. Od té doby se životní podmínky ve vsi a jejím okolí zlepšily. Dvě vodní nádrže poskytují možnosti sportovního rybolovu a rekreační možnosti zlepšila cyklostezka z Chomutova do Strupčic.

## Název
Původ názvu vesnice je nejasný, i když existuje hypotéza o jeho odvození z německého příjmení Wurzman, pro které se však nedochovaly žádné doklady. V historických pramenech se jméno vesnice vyskytuje ve tvarech: in Wrskman (1417), in Wrskmani (1449), v Wrskmani (1495), Burczmany (1555), Buczmany (1561), Buczmanj (1577), Wurczems a Wurzmes (1597), Worczmany (1621), Wurtzmes (1654), Wurzmes (1846) a Vrskmany nebo Wurzmes (1854).

## Historie
První písemná zmínka o vsi pochází z roku 1417, kdy vesnice patřila k Jirkovu. Později byla částí panství hradu Borek. Roku 1578 ji spolu se sousedními Zaječicemi koupil Mikuláš Lang z Langenhartu. Mikulášův syn Jan Bedřich statek prodal Kašparovi staršímu Belvicovi z Nostvic. Po Kašparově smrti statek spravovala vdova Kateřina, rozená Satanéřová z Drahovic. Jejich syn Jan Kristián panství tvořené zaječickou tvrzí s dvorem a vesnicemi Vrskmaň, Pohlody, Holešice, Komořany a Langendorf (snad Lesná) prodal roku 1621 Ladislavu Juliu Kurzbachovi z Trachenburku. Ladislavův syn celý statek v roce 1651 prodal Lobkovicům, kteří jej připojili ke spojenému panství Jezeří – Nové Sedlo. U něj pak Vrskmaň zůstala až do roku 1850 a byla spravována ze dvora v Okoříně.
Ve Vrskmani zůstal až do osmnáctého století statek, který patřil k červenohrádeckému panství. Mezi držitele, kteří jej měli pronajatý, patřil hrabě Nagy, baron Wolfsberg nebo Klára Pleierová z Jirkova. Na počátku devatenáctého století byl areál dvora rozdělen mezi domy čp. 1 a 15.
V důsledku třicetileté války byla podle berní ruly z roku 1654 řada vrskmaňských usedlosti pustá. Ve vsi žili tři sedláci a osm chalupníků. Všichni dohromady měli čtyři potahy a chovali pět krav, sedm jalovic, jednu ovci, čtrnáct prasat a čtyři kozy, což bylo vzhledem k počtu hospodářství velmi málo.

### Devatenácté století
Pošta byla ve Vrskmani otevřena roku 1871 a obsluhovala také Strupčice, Malé Březno, Sušany, Hošnice, Všestudy, Pesvice, Okořín, Zaječice, Kyjice a Pohlody.

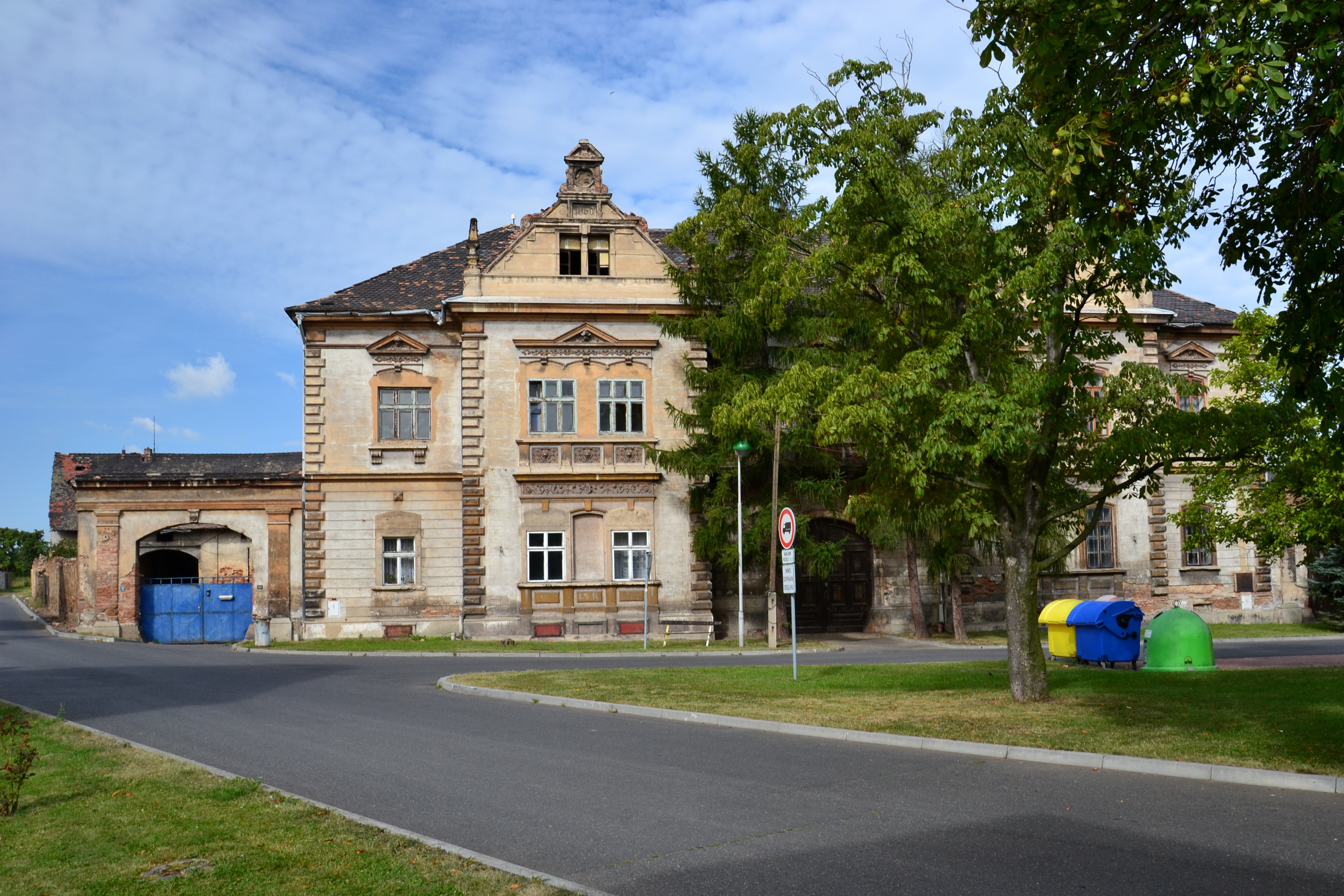
Usedlost (tzv. Herrova vila nebo Zámeček) v jihovýchodním rohu návsi

Západně od vesnice byl od přelomu padesátých a šedesátých let devatenáctého století hnědouhelný důl Karel. Čtyřicet až padesát horníků v něm těžilo necelé dva metry mocnou sloj uloženou v hloubce od patnácti do třiceti metrů. Celková produkce uhlí v dolu dosáhla 200 tisíc tun. Majitelem dolu byl Karel Herr, kterému patřil také jiný zdejší důl Boží požehnání. Důl Karel od něj koupila společnost Frauenlob und Mayer a provozovala jej pod jménem Bedřich až do roku 1885. Mezi Vrskmaní a Pohlody se nacházel menší důl Aurora, otevřený na konci sedmdesátých let devatenáctého století, se 105 metrů hlubokou těžní šachtou. Jeho celková produkce byla asi sto tisíc tun uhlí. Ve dvacátém století byl hlavním důlním podnikem důl Běta, který se nacházel jižně od vesnice, ale již v katastrálním území Strupčice.
V devatenáctém století se ve Vrskmani rozvíjela i jiná průmyslová odvětví. Na okraji vesnice fungovaly dvě cihelny a tzv. syrečkárna. Starší cihelna byla otevřena v roce 1847 a kromě cihel se v ní vyráběly střešní tašky a od roku 1850 drenážní trubky. Dne 8. října 1870 byla otevřena železniční trať Ústí nad Labem – Chomutov, na které měla Vrskmaň vlastní stanici. Druhou železniční tratí byla dráha z Počerad do Vrskmaně, na níž byl provoz zahájen 1. února 1887. Propojení obou tratí však bylo dokončeno až v roce 1926.

### Dvacáté století
I přes rozvoj drobného průmyslu Vrskmaň zůstávala zemědělskou vesnicí. Z katastrálního území, které v roce 1928 měřilo asi 148 hektarů, zabíraly 135 hektarů pole, 10 hektarů zahrady a přibližně dva hektary připadaly na pastviny a louky. Typickým zdejším produktem bývaly hrušky, které se kromě běžného prodeje sušily v několika sušárnách. Od začátku dvacátého století Vrskmaň zásobovaly vodou dvě studny vyvrtané v roce 1903. Roku 1928 je nahradil vodovod, který přiváděl vodu z pramenů u Pyšné.

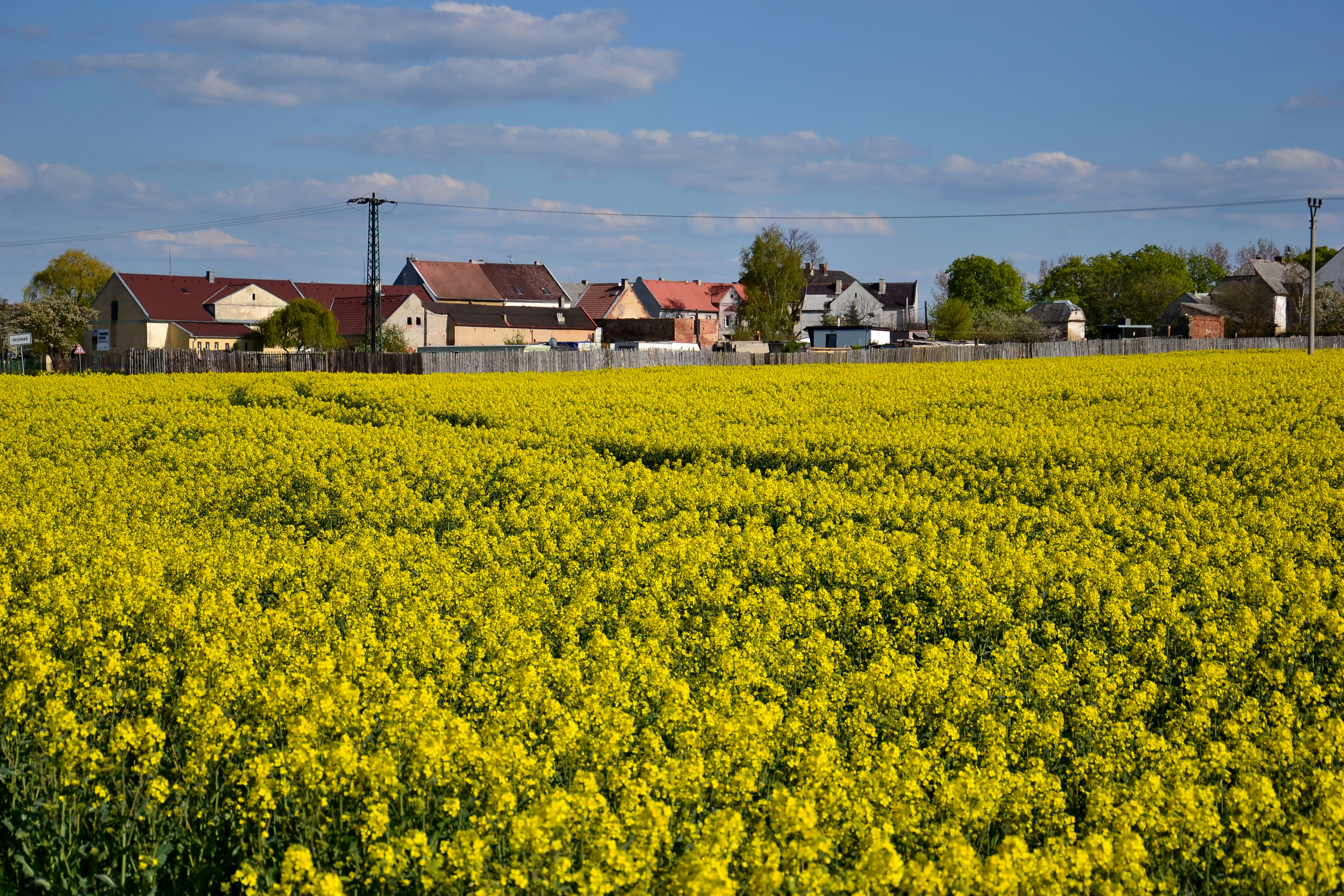
Západní okraj vesnice

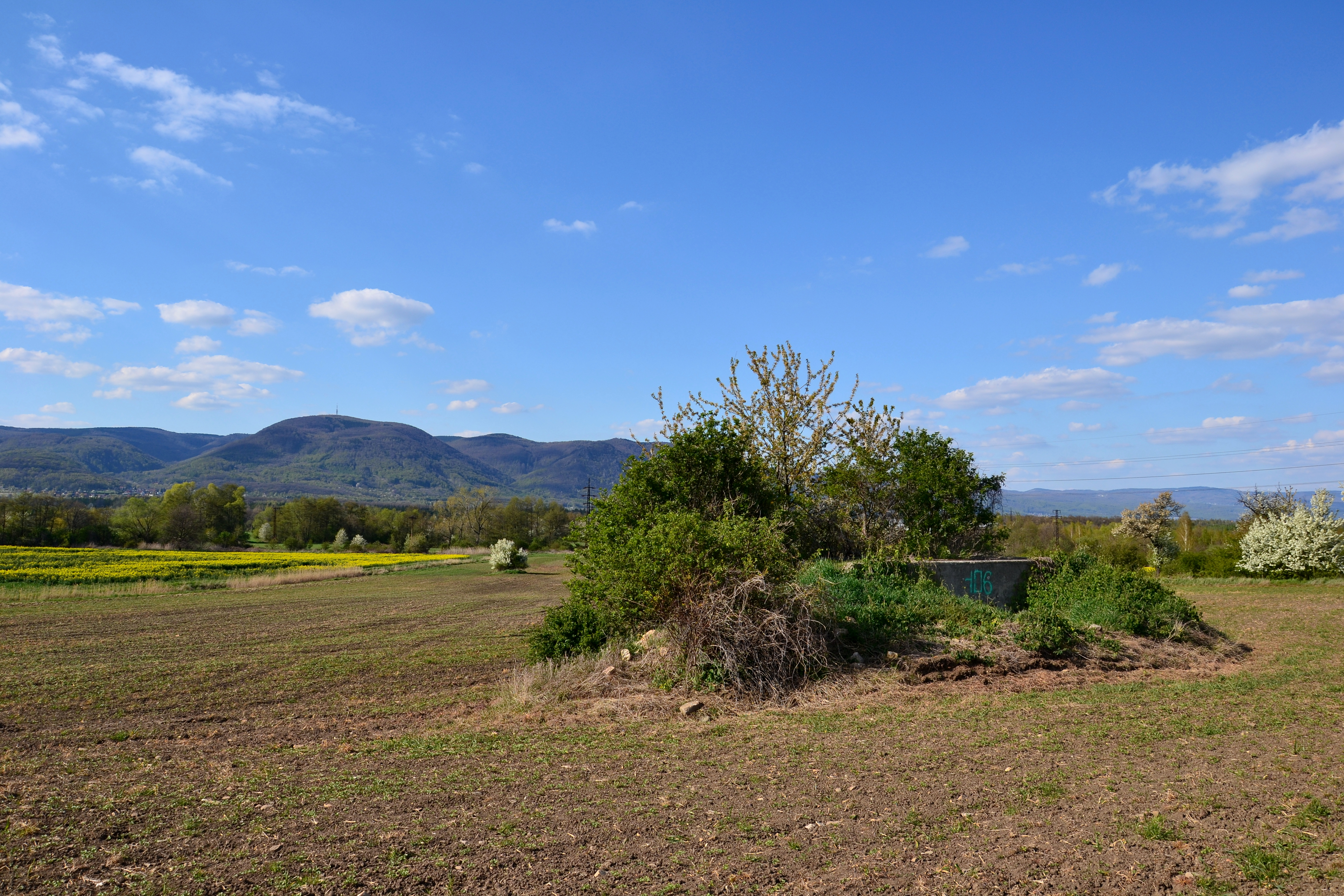
Lehké Československé opevnění severně od Vrskmaně

Během druhé světové války způsobilo škody bombardování dne 20. října 1944, které poničilo osmnáct domů, a v závěru války tzv. hloubkoví letci napadali lokomotivy. U dolu Běta byl zajatecký tábor pro vězně z Anglie a Ruska. Rudá armáda armáda vesnici obsadila 8. května 1945 a vzápětí se na nádraží vrátili čeští železničáři. Přestože vysídlením Němců vesnice přišla o většinu obyvatel, poměrně rychle je nahradili noví přistěhovalci a počet obyvatel poklesl jen ze 480 v roce 1945 na 306 v roce 1947.
Po válce ve vsi vzniklo jednotné zemědělské družstvo. Hospodařilo úspěšně, ale v souvislosti s rozšiřováním těžby uhlí a zánikem Nového Sedla bylo roku 1974 spojeno s družstvem ve Strupčicích. Zánik hrozil i Vrskmani a kvalita života ve vsi se zhoršovala. V roce 1976 byly zrušeny sady i škola, o rok později skončila těžba uhlí v dole Běta a v roce 1984 skončil provoz na původní železniční trati z Chomutova do Ústí nad Labem, i když úsek mezi Vrskmaní a Chomutovem ještě nějakou dobu sloužil jako vlečka k technologickému celku Dolů Vladimíra Iljiče Lenina (DVIL). Na nově vybudované trati na Ervěnickém koridoru sice bývala zastávka Kyjice, ale vzhledem k velké vzdálenosti od vesnice ji lidé využívali jen minimálně. Postupný zánik částí vsi pokračoval i v osmdesátých letech. V roce 1986 bylo zbořeno nádraží na bývalé ústecké trati. Jedinou výjimkou byla hlavní nádražní budova, protože ve vsi nebyly náhradní byty pro její obyvatele. O dva roky došlo k uzavření zámečnické dílny a autodopravy.
Roku 1989 bylo rozhodnuto o zachování vesnice, která se však potýkala s nedostatkem prostředků a nezájmem obyvatel o místní dění. Situace se začala lepšit až v roce 1993, kdy obec začala dostávat peníze za vytěžené suroviny a ukládání popílku z mělnické elektrárny. Zároveň ale zanikla prodejna potravin Jednota. Útlum těžby uhlí v katastrálním území Vrskmaně vedl ke snižování příspěvků do rozpočtu. Přesto byly do roku 1996 opraveny rozvody elektřiny, vodovod, kanalizace a kulturní dům. Další opravy byly financovány za přispění Programu obnovy vesnice.

## Přírodní poměry
Geologické podloží tvoří neogenní sedimenty: písky, štěrky a jíly, pod kterými jsou uložené hnědouhelné sloje. Většina území obce je součástí chráněných ložiskových území hnědého uhlí. Ta nezasahují pouze do oblasti jižně od Vrskmaně. Pozůstatkem hlubinné těžby uhlí jsou poddolovaná území, která se nachází zejména severně a jihozápadně od vesnice. V severní části vesnice se nachází geopark s ukázkami severočeských hornin. V geomorfologickém členění Česka leží území celé obce v Mostecké pánvi, konkrétně v podcelku Chomutovsko-teplická pánev a v okrsku Jirkovská pánev. Reliéf povrchu území východně od vesnice byl výrazně přeměněn povrchovou těžbou uhlí a na severu výstavbou Ervěnického koridoru.
Půdy ve východní části katastrálního území Vrskmaně a většiny katastrálního území Nové Sedlo nad Bílinou tvoří antropozem haldová a v prostoru hnědouhelných lomů půdy zcela chybí. Severozápadně od vesnice převažuje půdní typ kambizem arenická a dále na sever, v katastrálním území Kyjice, se vyskytuje pseudoglej pelický. Prostor jihovýchodně od vesnice, přibližně mezi Zaječicemi a Vrskmaní, pokrývá především smonice modální.
Severní částí správního území protéká řeka Bílina, na které byla v letech 1978–1981 vybudována vodní nádrž Újezd. Do nádrže se vlévá také Otvický potok, který napájí menší vodní nádrž Zaječice. Obě nádrže patří k vodohospodářským opatřením, která nahradila zrušenou vodní nádrž Dřínov. Řeka Bílina je pod hrází vodní nádrže Újezd v oblasti Ervěnického koridoru svedena v délce 3,5 kilometru do potrubí. Menší vodní plochy se nachází v rekultivované části území v okolí bývalého Nového Sedla.
V rámci Quittovy klasifikace podnebí se celé území nachází v teplé oblasti T2, pro kterou jsou typické průměrné teploty −2 až −3 °C v lednu a 18–19 °C v červenci. Roční úhrn srážek dosahuje 550–700 milimetrů, počet letních dnů je 50–60, počet mrazových dnů se pohybuje mezi 100–110 a sněhová pokrývka zde leží 40–50 dnů v roce.

## Obyvatelstvo
Při sčítání lidu v roce 1921 zde žilo 327 obyvatel (z toho 146 mužů), z nichž bylo 42 Čechoslováků, 279 Němců a šest cizinců. Kromě jednoho žida a osmi lidí bez vyznání byli římskými katolíky. Podle sčítání lidu z roku 1930 měla vesnice 501 obyvatel: 89 Čechoslováků a 412 Němců. Výrazně převažovala římskokatolická většina, ale třináct lidí se hlásilo k evangelickým církvím, tři k církvi československé a čtyřicet lidí bylo bez vyznání.
| | 1869 | 1880 | 1890 | 1900 | 1910 | 1921 | 1930 | 1950 | 1961 | 1970 | 1980 | 1991 | 2001 | 2011 | 2021 |
| --- | ---- | ---- | ---- | ---- | ---- | ---- | ---- | ---- | ---- | ---- | ---- | ---- | ---- | ---- | ---- |
| Obyvatelé | 132  | 180  | 183  | 208  | 264  | 327  | 501  | 321  | 312  | 276  | 172  | 164  | 141  | 151  | 184  |
| Domy | 21   | 24   | 30   | 32   | 41   | 39   | 62   | 60   | 201  | 49   | 46   | 50   | 51   | 52   | 58   |
| Data z roku 1961 zahrnují domy z místní části Zaječice a zaniklých vesnice Kyjice, Újezd, Nové Sedlo nad Bílinou a Pohlody. |      |      |      |      |      |      |      |      |      |      |      |      |      |      |      |

## Obecní správa a politika

### Správní území a místní části
Po zrušení poddanství se Vrskmaň stala roku 1850 samostatnou obcí, ale už roku 1868 patřila jako osada k Jirkovu. Samostatnou obcí se znovu stala roku 1901 a už jí zůstala.
Vrskmaň leží v Ústeckém kraji v okrese Chomutov a patří k ORP Chomutov. Obec sestává ze tří katastrálních území: kromě katastrálního území Vrskmaň (7,699 km²), v němž leží také Zaječice a před svým zánikem Pohlody, jde o katastrální území zaniklých vesnic Kyjice (2,845 km²) a Nové Sedlo nad Bílinou (4,433 km²). V katastrálním území Kyjice stávala i vesnice Újezd.

### Zastupitelstvo a starosta
Dne 22. května 1938 se konaly volby do obecních zastupitelstev. Z rozdělených 256 hlasů ve Vrskmani získaly 180 hlasů Sudetoněmecká strana, dvacet hlasů Německá sociální demokracie, šest hlasů Komunistická strana Československa a padesát hlasů jiné české strany.
Ve volbách do obecních zastupitelstev v roce 1990 získala Komunistická strana Čech a Moravy 34 hlasů, Spojení zemědělců a venkova 21 hlasů, ale vítězem voleb se stal nezávislý kandidát se sedmdesáti hlasy. Po volbách v roce 1994 se starostou obce stal Josef Kemr.

## Doprava
Vrskmaní vede jediná silnice III. třídy č. 25118 z Jirkova, která pokračuje dále do Okořína a do Strupčic. Severovýchodně od vesnice se na ni napojuje silnice III/0135 do Vysoké Pece. Po Ervěnickém koridoru vede silnice silnice I/13. U silnice se v centru vesnice nachází zastávka autobusové linkové dopravy. Nejbližší železniční stanice jsou Jirkov zastávka na trati Ústí nad Labem – Chomutov a nádraží Jirkov na trati Chomutov–Jirkov. V zastávce Kyjice vlaky nezastavují. Vesnicí ani jejím okolím nevedou žádné turistické trasy, ale po tělese zaniklé železniční trati vede cyklostezka a cyklistická trasa č. 3114 z Chomutova do Strupčice. Cyklotrasa č. 3106 spojuje Vrskmaň po hrázi vodní nádrže Újezd s Vysokou Pecí, odkud pokračuje dále k Jezeří. Na druhou stranu vede cyklotrasa přes Strupčice do Malého Března a do okolí Mostu.

## Společnost

### Školství
Vrskmaňské děti dlouhou dobu chodily do školy v Novém Sedle, která byla zřízena v roce 1760. Jedinou výjimkou bylo období v letech 1821–1832, kdy přímo ve Vrskmani vyučoval krejčí. V roce 1899 byla v přízemí Herrovy vily zřízena pobočka novosedelské školy. Teprve roku 1904 byla otevřena školní budova ve Vrskmani, do které začaly docházet děti ze Zaječic, Pohlod a Okořína. První českou školu se podařilo otevřít 6. října 1928. Jediná třída nejprve sídlila v budově německé školy, ale na podzim roku 1929 byla přestěhována do domu čp. 21.
Po druhé světové válce se škola otevřela na krátkou dobu od 8. května do 15. července 1945. Po prázdninách už probíhalo vyučování od 3. září a vzhledem k počtu dětí byly otevřeny dvě třídy (1.–3. ročník a 4.–5. ročník). Třetí třída byla otevřena od roku 1957. Škola byla uzavřena 29. června 1976, a děti začaly dojíždět do škol ve Strupčicích nebo v Jirkově. Rok po skončení války se otevřela také mateřská škola umístěná provizorně ve školní tělocvičně. Fungovala až do roku 1991.

### Sport
Ve druhé polovině dvacátého století byl založen klub stolního tenisu, který svou činnost ukončil v roce 1991. Zanikl také sbor dobrovolných hasičů. Ve vesnici působí fotbalový klub FC H. V. Vrskmaň.

## Pamětihodnosti
Na návsi stávala novogotická kaple z roku 1898 postavená na místě starší barokní kaple z roku 1776. Její vybavení pocházelo z doby na přelomu 19. a 20. století a presbytář byl vyzdoben zlidovělými barokními malbami svatých patronů. Zbořena byla mezi lety 1972 a 1974.
Dochovaná socha svatého Jana Nepomuckého pochází z roku 1886 a sloup se sochou Panny Marie na jižním okraji návsi z roku 1887. U křižovatky před domem čp. 4 byly umístěny tři smírčí kříže a velký barokní kříž s plastikou Krista z roku 1731, které byly spolu se sochou svatého Jana Nepomuckého na návsi přemístěny ze zaniklých Kyjic. Smírčí kříž, který stával u vodárny, se ztratil.

Smírčí kříže přemístěné z Kyjic
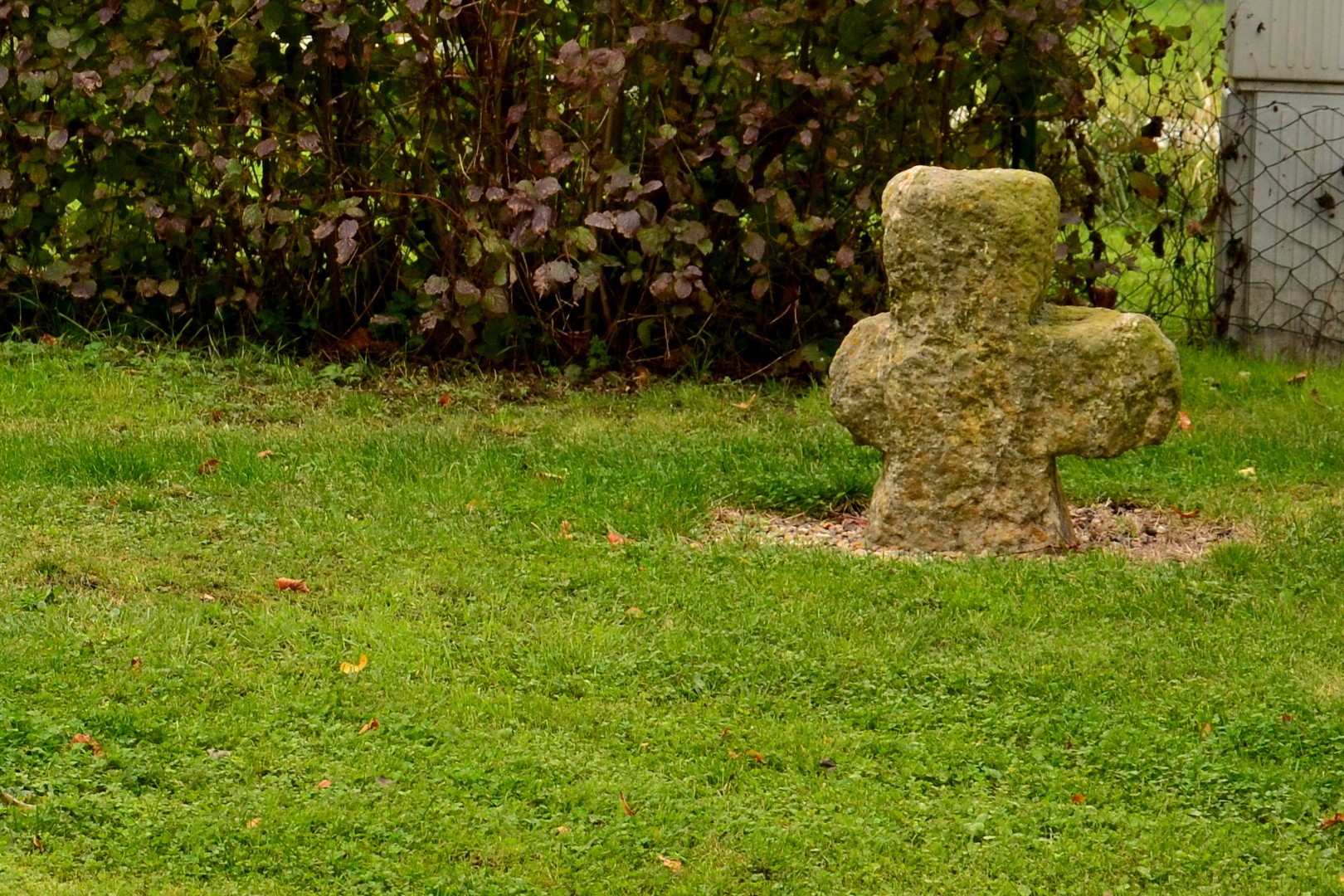
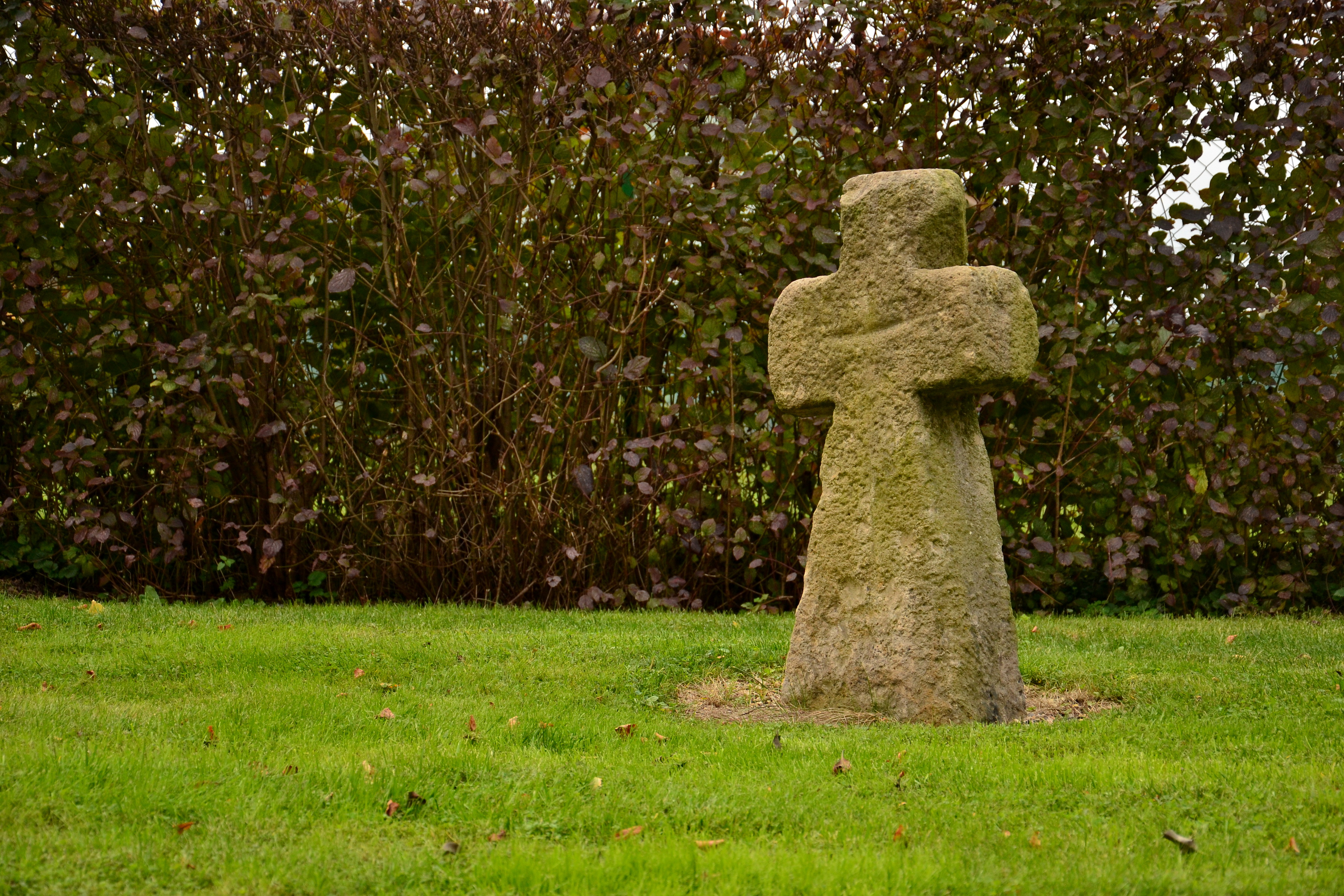
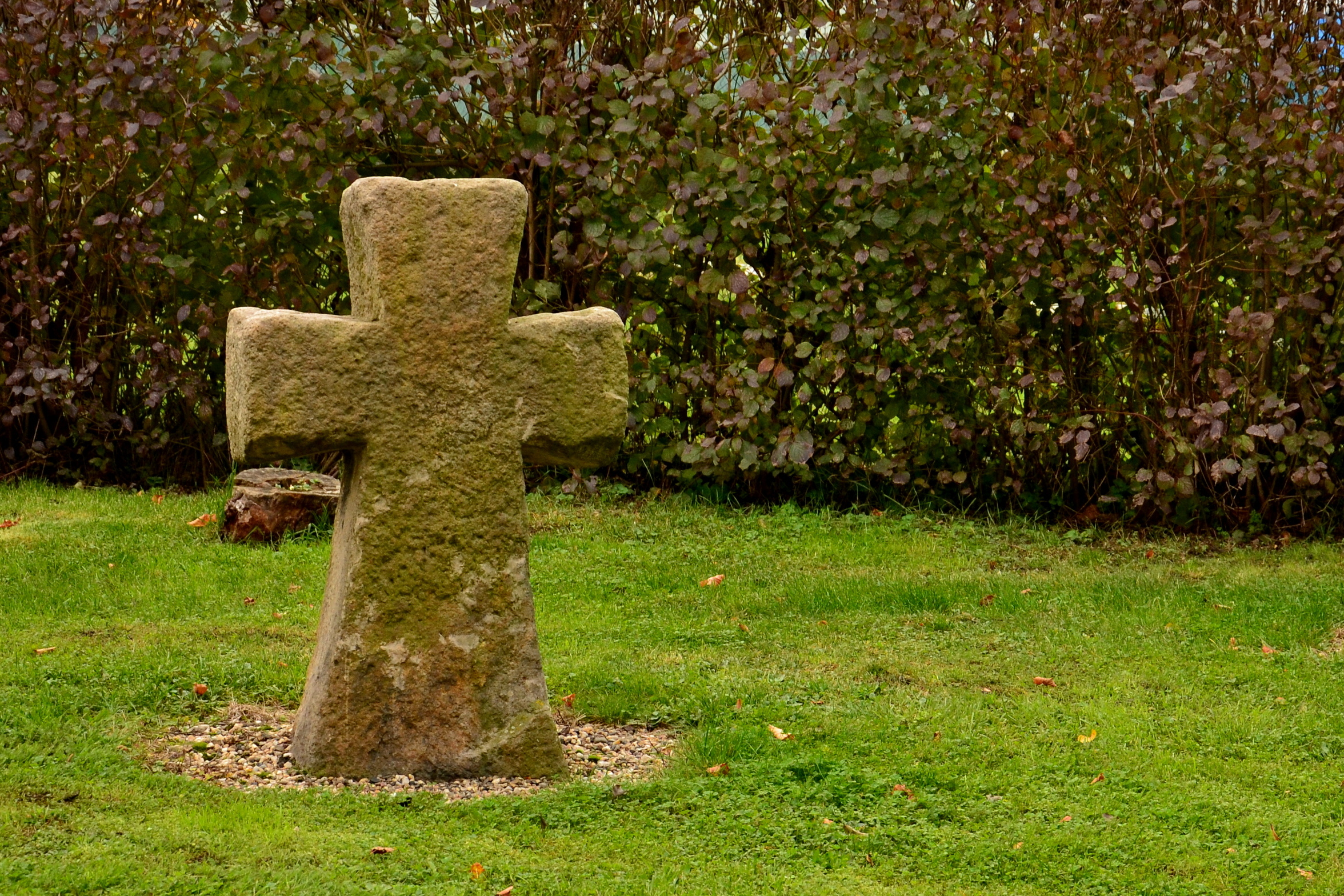

Mezi hodnotné usedlosti patří tzv. Herrova vila, ale návrh na její vyhlášení kulturní památkou nebyl schválen. Pochází ze druhé poloviny devatenáctého století. Hlavní průčelí je rozděleno dvěma rizality s mohutnými štíty s letopočty 1862 a 1900. Střední částí domu vede průjezd do čtvercového dvora a v průčelí se nad vjezdem nachází pískovcový balkon.

## Hospodářství
- Fotovoltaická elektrárna Vrksmaň[41]